# Taketoshi Igarashi
Taketoshi Igarashi (jap. 五十嵐 武要, Igarashi Taketoshi; * um 1930) ist ein japanischer Jazzmusiker (Schlagzeug).
Taketoshi Igarashi spielte ab den  1950er-Jahren in der Tokioter Jszzszene; im Sommer 1954 war er an den Sessions im Jazzclub Mocambo beteiligt, bei denen auch Akira Watanabe, Sadao Watanabe, Akira Miyazawa, Shotaro Moriyasu und Hisao Suzuki mitwirkten. In den folgenden Jahren arbeitete er  mit Eiji Kitamura, Masanaga Harada, in den 70er- bis 90ern mit Kauzuo Yashiro, Martha Miyake, Teddy Wilson (Groovin’, 1973), Shungo Sawada, Ichiro Masuda/Hank Jones (The Song Is Ended, 1976), Satoru Oda, Toshio Oida, Mitsuru Ono, Hidehiko Matsumoto, Ushio Sakai und zuletzt mit dem Pianisten Hiroshi Tamura (Cole Porter Song Book). Mit seinem Bruder, dem Altsaxophonisten Akitoshi Igarashi, leitet er die Band The Bunrakutei.
Im Bereich des Jazz war er zwischen 1954 und 1995 an 31 Aufnahmesessions beteiligt.